# Pan-Amerikaans kampioenschap hockey mannen 2013
De vierde editie van het Pan-Amerikaans kampioenschap hockey voor mannen werd in 2013 gehouden in het Canadese Brampton. Het toernooi met 8 deelnemers werd gehouden van 10 tot en met 17 augustus. Argentinië werd voor de tweede keer kampioen.

## Kwalificatie
Naast het gastland, waren de 5 overige beste landen van de voorgaande editie rechtstreeks geplaatst. Dit waren de Verenigde Staten, Argentinië, Chili, Trinidad en Tobago en Mexico. Via de nieuwe Pan American Challenge konden twee landen zich kwalificeren. Dit waren Uruguay en Brazilië. Het derde deelnemende land was Paraguay.

## Eindronde
De acht landen speelden in twee groepen waarbij de beste nummers twee zich plaatsen voor de halve finales. De groepen waren ingedeeld op basis van de wereldranglijst van augustus 2012.

### Groepsfase
Als gevolg van aanreisproblemen van Uruguay en Trinidad en Tobago, werd het speelschema gewijzigd ten opzichte van het oorspronkelijke plan. 
Groep A
| Team             | GS | W | G | V | DV | DT | DS  | Ptn |
| ---------------- | -- | - | - | - | -- | -- | --- | --- |
| Argentinië       | 3  | 3 | 0 | 0 | 50 | 2  | +48 | 9   |
| Verenigde Staten | 3  | 2 | 0 | 1 | 15 | 10 | +5  | 6   |
| Mexico           | 3  | 1 | 0 | 2 | 6  | 17 | −11 | 3   |
| Uruguay          | 3  | 0 | 0 | 3 | 1  | 43 | −42 | 0   |

| 10 augustus 2013 09:00                                                                               |         |                                          |                                                                |
| Argentinië                                                                                           | 13 – 2  | Mexico                                   | Scheidsrechters: Ilanggo Kanabathu (MAS) Gavin Caldecott (CAN) |
| Paredes 1’ 33’ Callioni 3’ 4’ 4’ 56’ Barreiros 21’ 68’ Vila 22’ 64’ Schickendantz 33’ 50’ Tolini 67’ | verslag | Vásquez García 52’ Bobadilla Rosales 59’ | Scheidsrechters: Ilanggo Kanabathu (MAS) Gavin Caldecott (CAN) |

| 11 augustus 2013 09:00 |         |          |                                                                   |
| Mexico                 | 2 – 1   | Uruguay  | Scheidsrechters: Sebastián Bustamante (CHI) Donovan Simmons (BER) |
| Pedraza 56’ Valdez 62’ | verslag | Tixe 64’ | Scheidsrechters: Sebastián Bustamante (CHI) Donovan Simmons (BER) |

| 11 augustus 2013 11:00 |         |                                                                                       |                                                     |
| Verenigde Staten       | 0 – 8   | Argentinië                                                                            | Scheidsrechters: Raghu Prasad (IND) Nku Davis (TRI) |
|                        | verslag | Callioni 5’ Vila 9’ Schickendantz 17’ 50’ Paredes 30’ López 42’ M. Rey 56’ Ibarra 65’ | Scheidsrechters: Raghu Prasad (IND) Nku Davis (TRI) |

| 12 augustus 2013 15:00                                                   |         |         |                                                        |
| Verenigde Staten                                                         | 12 – 0  | Uruguay | Scheidsrechters: Nku Davis (TRI) Duvaughn Henlon (JAM) |
| Linney 3’ 4’ 18’ 36’ 40’ Barber 24’ 27’ Harris 37’ 47’ 59’ 63’ Singh 43’ | verslag |         | Scheidsrechters: Nku Davis (TRI) Duvaughn Henlon (JAM) |

| 14 augustus 2013 11:00 |         |                    |                                                                   |
| Mexico                 | 2 – 3   | Verenigde Staten   | Scheidsrechters: Sebastian Bustamente (CHI) Gavin Caldecott (CAN) |
| Aguilar 17’ 39’        | verslag | Harris 33’ 58’ 70’ | Scheidsrechters: Sebastian Bustamente (CHI) Gavin Caldecott (CAN) |

| 14 augustus 2013 17:00 |         |         |                                                                    |
| Argentinië | 29 – 0  | Uruguay | Scheidsrechters: Ilanggo Kanabathu (MAS) Daniel Basto Rivero (MEX) |
| Callioni 2’ 20’ 57’ 58’ 70’ Peillat 6’ Mazzilli 7’ 18’ 66’ 70’ Barreiros 13’ 48’ 51’ 63’ Schickendantz 16’ 35+’ 61’ 68’ Vila 17’ 28’ 41’ 44’ 51’ Ibarra 25’ 46’ Agulleiro 29’ L. Rey 33’ López 42’ Paredes 45’ | verslag |         | Scheidsrechters: Ilanggo Kanabathu (MAS) Daniel Basto Rivero (MEX) |

Groep B
| Team               | GS | W | G | V | DV | DT | DS  | Ptn |
| ------------------ | -- | - | - | - | -- | -- | --- | --- |
| Canada             | 3  | 2 | 1 | 0 | 8  | 4  | +4  | 7   |
| Trinidad en Tobago | 3  | 2 | 0 | 1 | 11 | 6  | +5  | 6   |
| Chili              | 3  | 1 | 1 | 1 | 8  | 7  | +1  | 4   |
| Brazilië           | 3  | 0 | 0 | 3 | 3  | 13 | −10 | 0   |

| 10 augustus 2013 17:00            |         |            |                                                             |
| Canada                            | 3 – 1   | Brazilië   | Scheidsrechters: Federico García (URU) Andrés Ledesma (ARG) |
| Jameson 30’ Guest 49’ Pereira 55’ | verslag | Borges 43’ | Scheidsrechters: Federico García (URU) Andrés Ledesma (ARG) |

| 11 augustus 2013 15:00     |         |                                                            |                                                                  |
| Brazilië                   | 2 – 5   | Trinidad en Tobago                                         | Scheidsrechters: Daniel Basto Rivero (MEX) Duvaughn Henlon (JAM) |
| Paes 45’ Vehrle-Smith 70+' | verslag | Quan Chan 3’ Browne 29’ Legerton 54’ Murray 59’ Gilkes 66’ | Scheidsrechters: Daniel Basto Rivero (MEX) Duvaughn Henlon (JAM) |

| 11 augustus 2013 17:00 |         |                        |                                                              |
| Chili                  | 2 – 2   | Canada                 | Scheidsrechters: Ilanggo Kanabathu (MAS) Grant Hundley (USA) |
| Richter 54’ Zirpel 56’ | verslag | Guest 21’ Sarmento 27’ | Scheidsrechters: Ilanggo Kanabathu (MAS) Grant Hundley (USA) |

| 12 augustus 2013 17:00 |         |                                                         |                                                           |
| Chili                  | 1 – 5   | Trinidad en Tobago                                      | Scheidsrechters: Raghu Prasad (IND) Federico Garcia (URU) |
| J. Berczely 59’        | verslag | Toussaint 12’ 28’ Pierre 14’ Quan Chan 43’ Legerton 47’ | Scheidsrechters: Raghu Prasad (IND) Federico Garcia (URU) |

| 14 augustus 2013 09:00 |         |                                                                   |                                                            |
| Brazilië               | 0 – 5   | Chili                                                             | Scheidsrechters: Grant Hundley (USA) Donovan Simmons (BER) |
|                        | verslag | Rodríguez 18’ Eggers 41’ A. Berczely 44’ J. Zarhi 50’ Krussig 53’ | Scheidsrechters: Grant Hundley (USA) Donovan Simmons (BER) |

| 14 augustus 2013 19:00            |         |                    |                                                          |
| Canada                            | 3 – 1   | Trinidad en Tobago | Scheidsrechters: Raghu Prasad (IND) Andres Ledesma (ARG) |
| Lain 21’ Scott 33’ S. Matthew 34’ | verslag | 7’                 | Scheidsrechters: Raghu Prasad (IND) Andres Ledesma (ARG) |

## Kruisingswedstrijden
Om plaatsen 5-8
| 15 augustus 2013 09:00 |         |                |                                                        |
| Mexico                 | 3 – 2   | Brazilië       | Scheidsrechters: Nku Davis (TRI) Donovan Simmons (BER) |
| Aguilar 46’ 64’ 67’    | verslag | Borges 20’ 28’ | Scheidsrechters: Nku Davis (TRI) Donovan Simmons (BER) |

| 15 augustus 2013 11:30                                                                                                 |         |         |                                                                 |
| Chili | 14 – 0  | Uruguay | Scheidsrechters: Daniel Basto Rivero (MEX) Andrés Ledesma (ARG) |
| Rodríguez 6’ 33’ 46’ Martin 19’ 37’ 50’ Zarhi 20’ Berczely 28’ 61’ Renz 42’ Valenzuela 50’ Richter 56’ Krussig 65’ 70’ | verslag |         | Scheidsrechters: Daniel Basto Rivero (MEX) Andrés Ledesma (ARG) |

Halve finale
| 15 augustus 2013 17:00                                                             |         |                    |                                                            |
| Argentinië                                                                         | 8 – 0   | Trinidad en Tobago | Scheidsrechters: Grant Hundley (USA) Gavin Caldecott (CAN) |
| Peillat 29’ 34’ 63’ L. Rey 39’ Vila 45’ Schickendantz 52’ Agulleiro 52’ Tolini 55’ | verslag |                    | Scheidsrechters: Grant Hundley (USA) Gavin Caldecott (CAN) |

| 15 augustus 2013 19:30 |         |                  |                                                                   |
| Canada                 | 1 – 0   | Verenigde Staten | Scheidsrechters: Federico García (URU) Sebastián Bustamante (CHI) |
| Panesar 10’            | verslag |                  | Scheidsrechters: Federico García (URU) Sebastián Bustamante (CHI) |

## Plaatsingswedstrijden
Om de 7e/8e plaats
| 17 augustus 2013 09:00 |                              |                          |                                                              |
| Uruguay                | 2 – 2 (0 – 2 na strafballen) | Brazilië                 | Scheidsrechters: Gavin Caldecott (CAN) Duvaughn Henlon (JAM) |
| Tixe 18’ Canessa 65’   | verslag                      | Paixão 7’ Rost Onnes 52’ | Scheidsrechters: Gavin Caldecott (CAN) Duvaughn Henlon (JAM) |

Om de 5e/6e plaats
| 17 augustus 2013 11:30                                            |         |                             |                                                        |
| Chili                                                             | 6 – 3   | Mexico                      | Scheidsrechters: Nku Davis (TRI) Federico García (URU) |
| Rodríguez 15’ 18’ Martin 41’ Fernández 47’ Zarhi 62’ Berczely 70’ | verslag | Pedraza 10’ Aguilar 34’ 54’ | Scheidsrechters: Nku Davis (TRI) Federico García (URU) |

Om de 3e/4e plaats
| 17 augustus 2013 16:30             |         |                  |                                                               |
| Trinidad en Tobago                 | 3 – 1   | Verenigde Staten | Scheidsrechters: Andrés Ledesma (ARG) Ilanggo Kanabathu (MAS) |
| Legerton 22’ Pierre 43’ Browne 61’ | verslag | Kaeppeler 12’    | Scheidsrechters: Andrés Ledesma (ARG) Ilanggo Kanabathu (MAS) |

Finale
| 17 augustus 2013 19:00  |         |        |                                                         |
| Argentinië              | 4 – 0   | Canada | Scheidsrechters: Raghu Prasad (IND) Grant Hundley (USA) |
| Peillat 38’ 41’ 48’ 57’ | verslag |        | Scheidsrechters: Raghu Prasad (IND) Grant Hundley (USA) |

## Eindrangschikking
| Rang   | Land               |
| ------ | ------------------ |
| Goud   | Argentinië         |
| Zilver | Canada             |
| Brons  | Trinidad en Tobago |
| 4      | Verenigde Staten   |
| 5      | Chili              |
| 6      | Mexico             |
| 7      | Brazilië           |
| 8      | Uruguay            |

Mannen:
Havana 2000 ·
London 2004 ·
Santiago 2009 ·
Brampton 2013 ·
Lancaster 2017
Vrouwen:
Kingston 2001 ·
Bridgetown 2004 ·
Hamilton 2009 ·
Mendoza 2013 ·
Lancaster 2017